# Helmut Manns
Helmut Manns (* 26. Oktober 1947) ist ein ehemaliger deutscher Fußballspieler. Von 1971 bis 1973 hat er beim FC Schalke 04 in der Fußball-Bundesliga 19 Ligaspiele absolviert (1 Tor) und ist 1972/73 im Europapokal der Pokalsieger viermal zum Einsatz gekommen.

## Laufbahn
In der Amateurliga Rheinland, beim SSV Mülheim, in der Nähe von Koblenz gelegen, spielte sich der Angreifer Helmut Manns in das Blickfeld des DFB und von Schalke 04. Durch seine zusätzlichen Einsätze in der Rheinland-Auswahl im Wettbewerb des Länderpokals – 1969/70 war sein Sturmpartner Ewald Hammes – spielte er sich im Frühjahr 1971 in das Aufgebot der Fußballnationalmannschaft der Amateure. Der für die DFB-Auswahl der Amateure zuständige Trainer Jupp Derwall setzte den Angreifer aus Mülheim beim Länderspiel am 3. März 1971 gegen Luxemburg ein. An der Seite von Helmut Bergfelder, Jürgen Kalb, Bernd Nickel und Hammes stürmte Manns bei der 2:4-Niederlage am linken Flügel. Zur Saison 1971/72 nahm er das Angebot des Bundesligisten FC Schalke 04 an und wechselte nach Gelsenkirchen.
Da mit Erwin und Helmut Kremers, Nico Braun, Paul Holz, Hartmut Huhse und Ulrich van den Berg weitere Neuzugänge zur Mannschaft von Trainer Ivica Horvat gekommen waren, war die Einsatzchance für den vormaligen Amateur aus dem Rheinland begrenzt. Am 2. Oktober 1971, beim 4:0-Heimerfolg gegen Hertha BSC, debütierte Manns als Einwechselspieler in der Bundesliga. Mit 16:2 Punkten führte Schalke die Bundesligatabelle an. Am 16. Oktober wurde er das zweite Mal beim Heimspiel gegen Rot-Weiß Oberhausen (4:0) eingewechselt, ehe er am 23. Oktober 1971 auf dem Bökelberg, gegen Borussia Mönchengladbach, zu seinem dritten und letzten Einsatz als Einwechselspieler in seiner ersten Bundesligasaison kam. Der Tabellenführer aus Schalke war mit 19:3 Punkten und dem Torverhältnis von 27:5 nach zehn Spieltagen zur Mannschaft von Trainer Hennes Weisweiler an den Niederrhein gereist. Zur Halbzeit führten die „Fohlen“ bereits mit 5:0 und entschieden am Ende mit 7:0 das Spiel. Drei Tage zuvor, am 20. Oktober, hatte das Büchsenwurfspiel im Bökelbergstadion mit 7:1 gegen Inter Mailand stattgefunden. Am Rundenende wurde Schalke mit 52:16 Punkten Vizemeister und gewann den DFB-Pokal mit 5:0 gegen den 1. FC Kaiserslautern.
Diese Erfolgsmannschaft zerbrach an den Folgen des Bundesliga-Skandals. Manns, darin nicht verwickelt, kam durch die personelle Schwächung in der Saison 1972/73 auf 16 Bundesligaspiele (1 Tor). Schalke erreichte mit 28:40 Punkten den Klassenerhalt. Im Europapokal der Pokalsieger kamen die Einsätze gegen Slavia Sofia (3:1), FC Cork Hibernians (0:0/3:0) und Sparta Prag (0:3) hinzu.